# Větrný mlýn v Lišově
Větrný mlýn v Lišově je zaniklý mlýn německého typu, který stál západně od města Lišov pod vrchem Větrník ve výšce 568,1 m n. m.

## Historie
Větrný mlýn byl postaven Josefem Kolomazníkem po jeho žádosti o povolení stavby podané roku 1787. Roku 1791 jej koupil Petr Kočvara. 19. července 1796 byl mlýn zapálen bleskem a shořel i s příbytkem; obnoven již nebyl.
Skupina stavení stojící poblíž zaniklého mlýna se nazývá Větrník. Samota měla staré popisné číslo 153, nové 197.